# Mauro Zárate
Mauro Matías Zárate (n. 18 martie 1987, Haedo, Buenos Aires, Argentina) este un fotbalist argentinian care evoluează în prezent la Watford FC.

## Cariera de club

### Vélez Sársfield
Zárate și-a început cariera la Vélez Sársfield, unde evolua din copilărie. La vârsta de 17 ani, fiind considerat prea buni pentru echipa de juniori, acesta și-a făcut debutul la echipa mare fiind integralist cu Arsenal de Sarandí pe data de 21 aprilie 2004. Și-a împărțit titlul de golgheter în Apertura 2006 cu Rodrigo Palacio (Boca Juniors), amândoi având 12 goluri marcate.

### Al-Sadd
Pe data de 18 iunie 2007, Zárate semnează un contract pe 2 ani cu Al-Sadd în Qatar pentru o sumă de aproximativ 22 milioane de dolari. După 6 apariții și 4 goluri în două sezoane, acesta a decis să părăsească formația, fiind împrumutat în Premier League la Birmingham City FC.

### Împrumutul la Birmingham

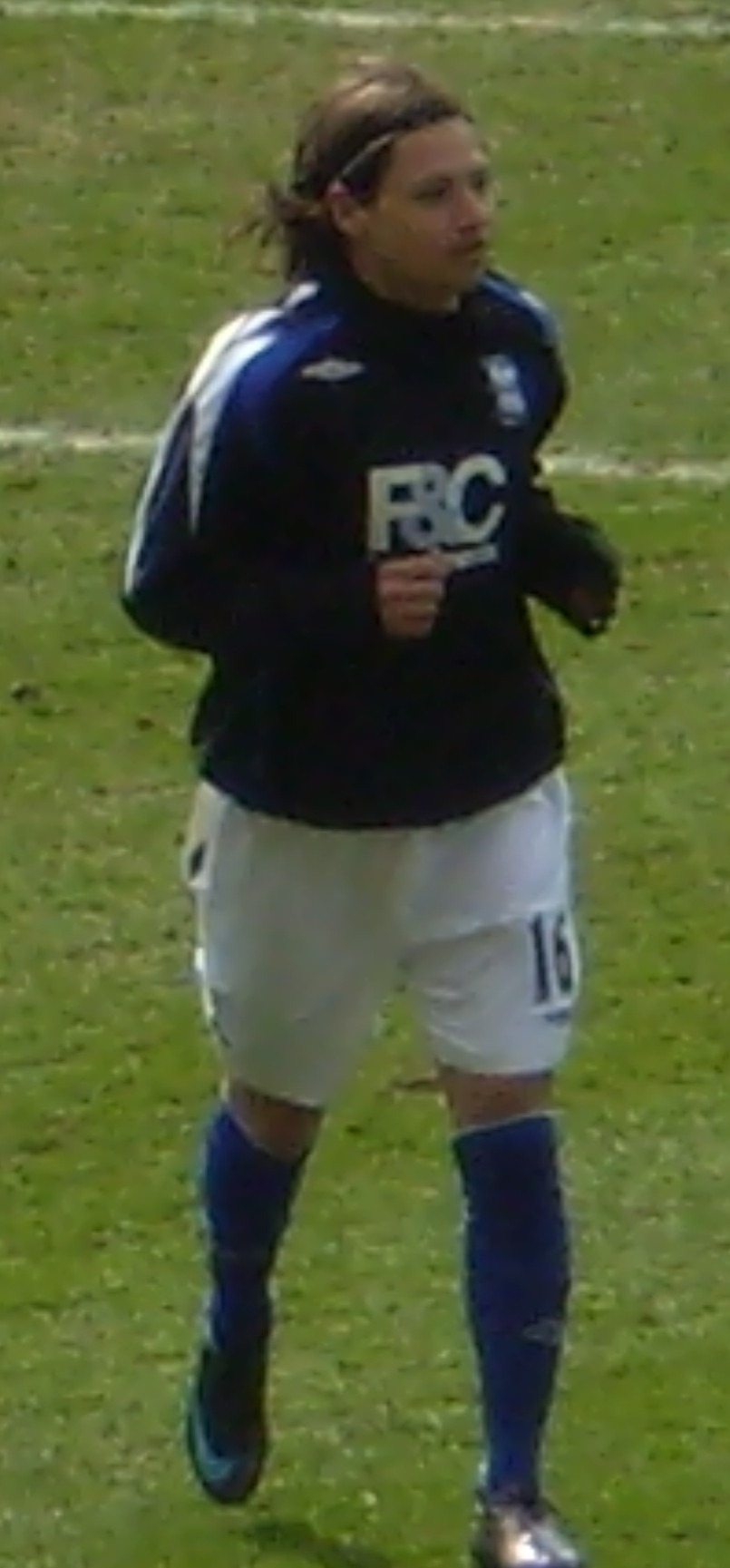
Zárate evoluând pentru Birmingham

Pe data de 21 ianuarie 2008, acesta semnează un contract până la finele sezonului 2007-2008, cu opțiune de cumpărare. O săptămână mai târziu își face debutul cu Sunderland AFC, într-o înfrângere a clubului său cu 2-0. Pe data de 22 martie 2008 marchează primul său gol cu Reading FC. Totuși, acesta părăsește formația engleză deoarece la finalul sezonului aceasta a retrogradat, clauza de cumpărare nemaifiind valabilă.

### Lazio

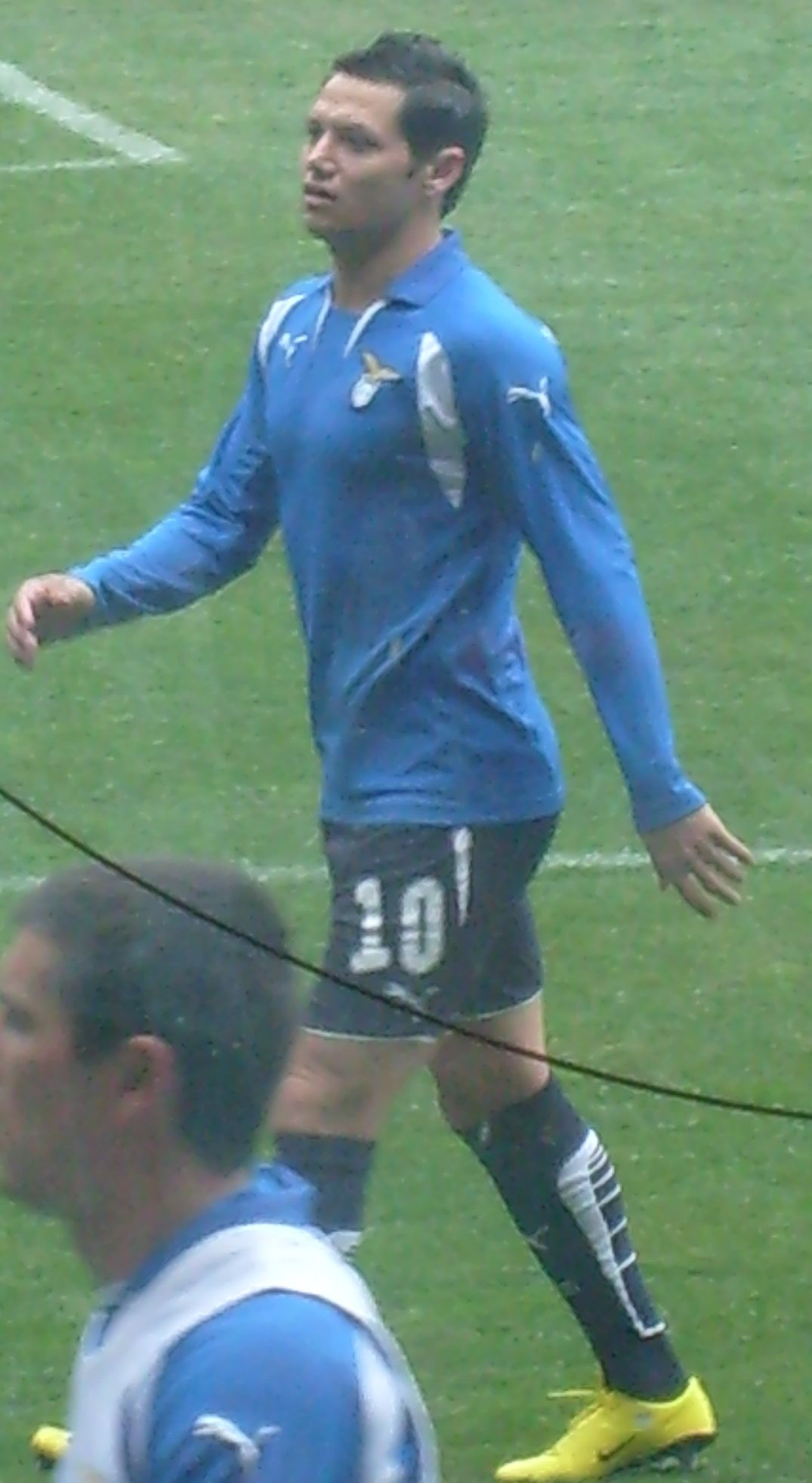
Zárate evoluând pentru Lazio

Pe data de 5 iulie 2008 acesta a fost adus la Lazio Roma, împrumutat inițial pentru 2,4 milioane de euro, de asemenea, având o opțiune de cumpărare permanentă.
A început excelent perioada sa romană, marcând 2 goluri în debutul cu Cagliari Calcio.
Președintele de la acea vreme, Claudio Lotito, a fost acuzat de unele nereguli după transferul permanent a lui Zárate la clubul său pentru aproximativ 20 milioane de euro, având o clauză de reziliere de trei ori mai mare.

### Împrumutul la Inter
Pe data de 31 august 2011, Zárate a fost adus la Internazionale Milano sub formă de împrumut, cu opțiune de cumpărare. Acesta a marcat primul său gol în Liga Campionilor 2011-2012 contra rușilor de la ȚSKA Moscova, în minutul 79, fiind golul care a adus victoria echipei sale.

### Întoarcerea la Roma
După ce nu a avut performanțe reușite la Inter, acesta se întoarce la Roma unde își regăsește forma sub conducerea lui Vladimir Petković.

## Cariera internațională
Zárate a contribuit la câștigarea Argentinei a CM 2007 U-20.

## Viața personală
Născut în Haedo, Buenos Aires, Mauro a avut părinți de clasă mijlocie, dar a avut și pedigree de fotbal în familie. Tatăl său, Sergio, este un fost fotbalist chilean, iar mama sa, Catalina Riga, are origini din Catanzaro, Italia. Bunicul său Juvenal a fost de asemenea un fotbalist chilean.
Acesta are de asemenea 3 frați, Rolando, Ariel și Sergio, care le este agent.

## Trofee

### Club
Vélez Sársfield
- Primera División Argentina: 2004-2005

S.S. Lazio
- Cupa Italiei: 2008–2009
- Supercupa Italiei: 2009

### Internațional
Argentina
- Campionatul Mondial de Juniori: CM 2007 U-20

### Individual
- Golgheter în Primera División Argentina: 2006-2007